# Perophora regina
Perophora regina är en sjöpungsart som beskrevs av Goodbody och Cole 1987. Perophora regina ingår i släktet Perophora och familjen Perophoridae. Inga underarter finns listade i Catalogue of Life.